# Orsa Slipstensmuseum
Orsa Slipstensmuseum (Orsa Slibestensmuseum) er et museum i Orsa kommun i Dalarnas län i Sverige, som dokumenterer den århundredlange tradition for at fremstille slibesten af sandsten udvundet i området. Museet etableredes i 1996 på Mässbacken i Kallmora i Orsa kommun. Foruden museumsbygningen med gamle redskaber, fotografier og bearbejdede slibestene, omfatter Orsa Slipstenmuseum også det tidligere dagbrudsområde med bygninger som Gruvstugan, Hackboden och Slogboden. Bjerggrunden i området består af orsasandsten, som er blevet udvundet i hvert tilfælde siden 1500-tallet. Museumsbygningen og det to kvadratkilometer store tidligere dagbrud ejes af Orsa Samfälligheter, mens Orsa Slipstensförening, som etableredes i 1996, sørger for driften af museet.